# EME

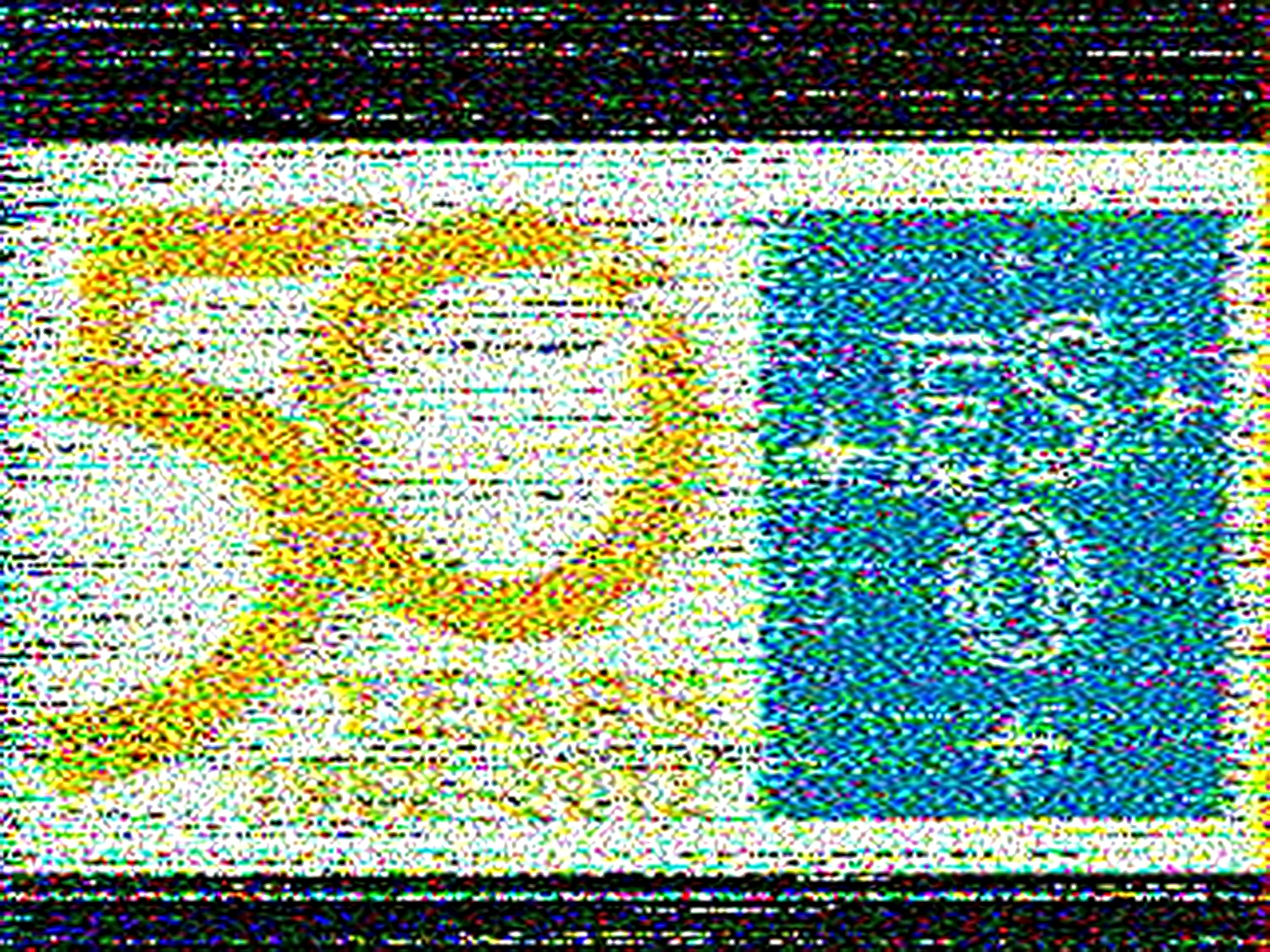
Логотип к 50-летию Южноевропейской обсерватории (ESO), полученный отражённым от Луны

EME (или ЗЛЗ, от англ. "Earth–Moon–Earth" — «Земля-Луна-Земля») — техника радиосвязи на УКВ с использованием Луны в качестве отражателя (пассивного ретранслятора). Получила распространение в 1960-е годы с введением новой элементной базы, позволяющей строить высокочувствительные малошумящие приёмники.
Для EME применяются довольно сложные и громоздкие антенные устройства — параболические антенны или антенны типа «волновой канал» с большим количеством элементов. Это обусловлено большим расстоянием (384’900 км только в одну сторону), малым коэффициентом отражения (не более 7—10 %), затуханием в атмосфере, потерей поляризации и другими причинами. Вернувшийся с Луны сигнал ослаблен более чем в триллион раз (см. таблицу ниже), что диктует необходимость радикального увеличения апертуры антенн.
При проведении EME-связи необходимо учитывать движение Луны по небосводу, либрацию Луны — положение отражающей поверхности постоянно меняется и вызывает интерференцию сигнала, что приводит к «мерцанию» сигнала на 4—5 дБ. Движение по орбите вызывает заметное доплеровское смещение сигнала: восходящая Луна сдвигает сигнал примерно на +350Гц, заходящая — на -350Гц, в зените доплеровский эффект мало заметен. Сигнал при связи через Луну дважды проходит через земную атмосферу, то есть дважды преломляется в ионосфере и тропосфере.

## Прохождение сигнала
| Диапазон, МГц | 50,310—50,320 | 144,000—144,035 144,120—144,160 | 222,000—222,050 | 432,000—432,025 | 1296,000—1296,025 | 2320,00—2320,025 | 10368 | 24048 |
| Затухание, дБ | 243           | 252                             | 257             | 262             | 271               | 276              | 289   | 306   |

Пример:

Сигнал мощностью 1 кВт (+60 дБм), подаётся на антенну с усилением +35 дБ, направленную на Луну. С приемной антенны с усилением +35 дБ, также направленной на Луну, он попадает на предусилитель с низким уровнем шума. Совокупный коэффициент усиления составит (60 дБм + 35 дБ + 35 дБ) = 130 дБ.
Затухание в диапазоне 144 МГц составляет 252 дБ, то есть (130 дБ - 252 дБ) = -122 дБм;
Таким образом, от сигнала мощностью 1 кВт (+60 дБм) к нам вернётся: сигнал 0,16 мкВ (при 50Ω), или -122 дБм, или -15 дБмкВ (50Ω), либо 631 аВт.

## Антенны для лунной связи

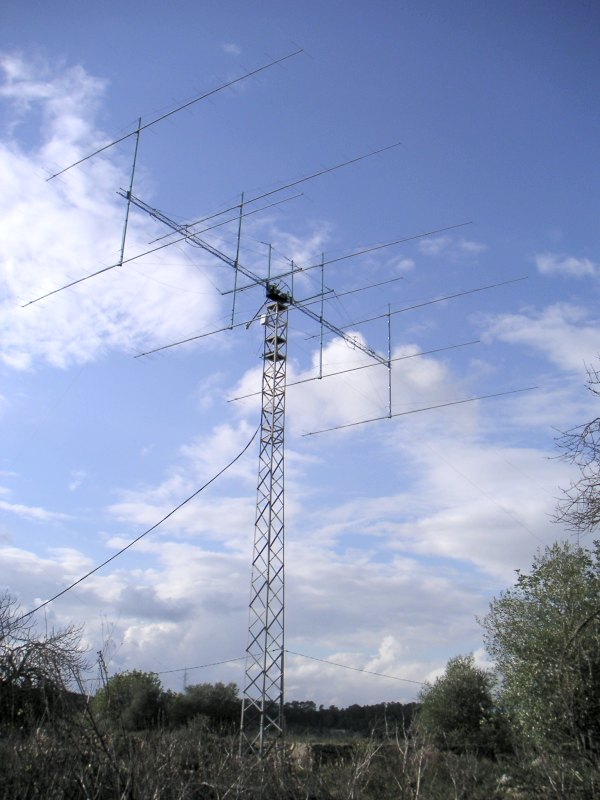
Массив из 8 антенн Yagi для EME на 144 МГц в EA6VQ, Балеарские острова, Испания
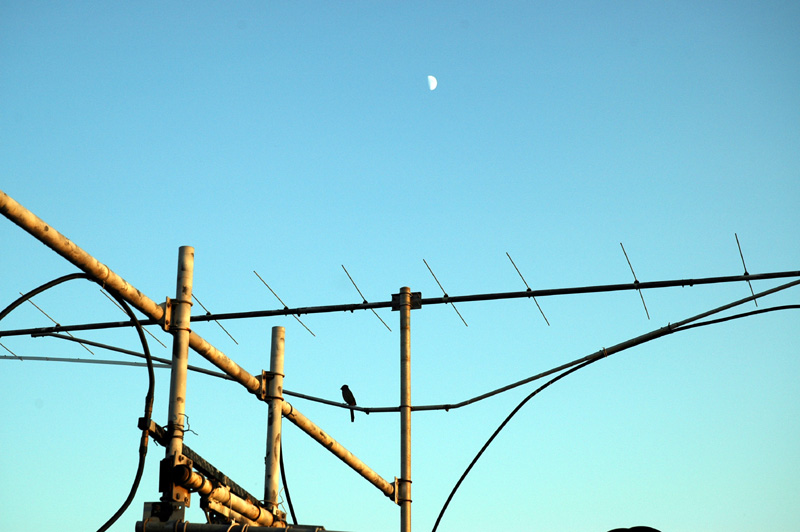
Часть антенной решетки для EME на частоте 144 МГц. WA6PY, Калифорния, США.
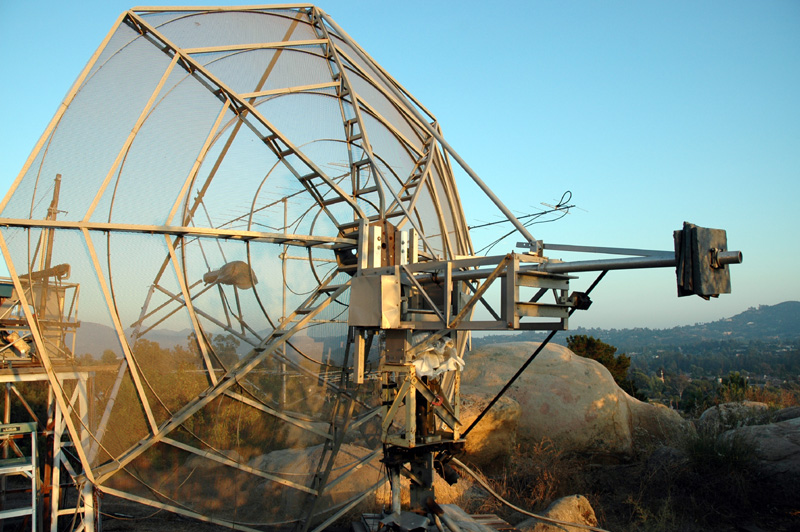
Параболическая антенна для работы в микроволновой EME-связи. WA6PY, Калифорния, США.
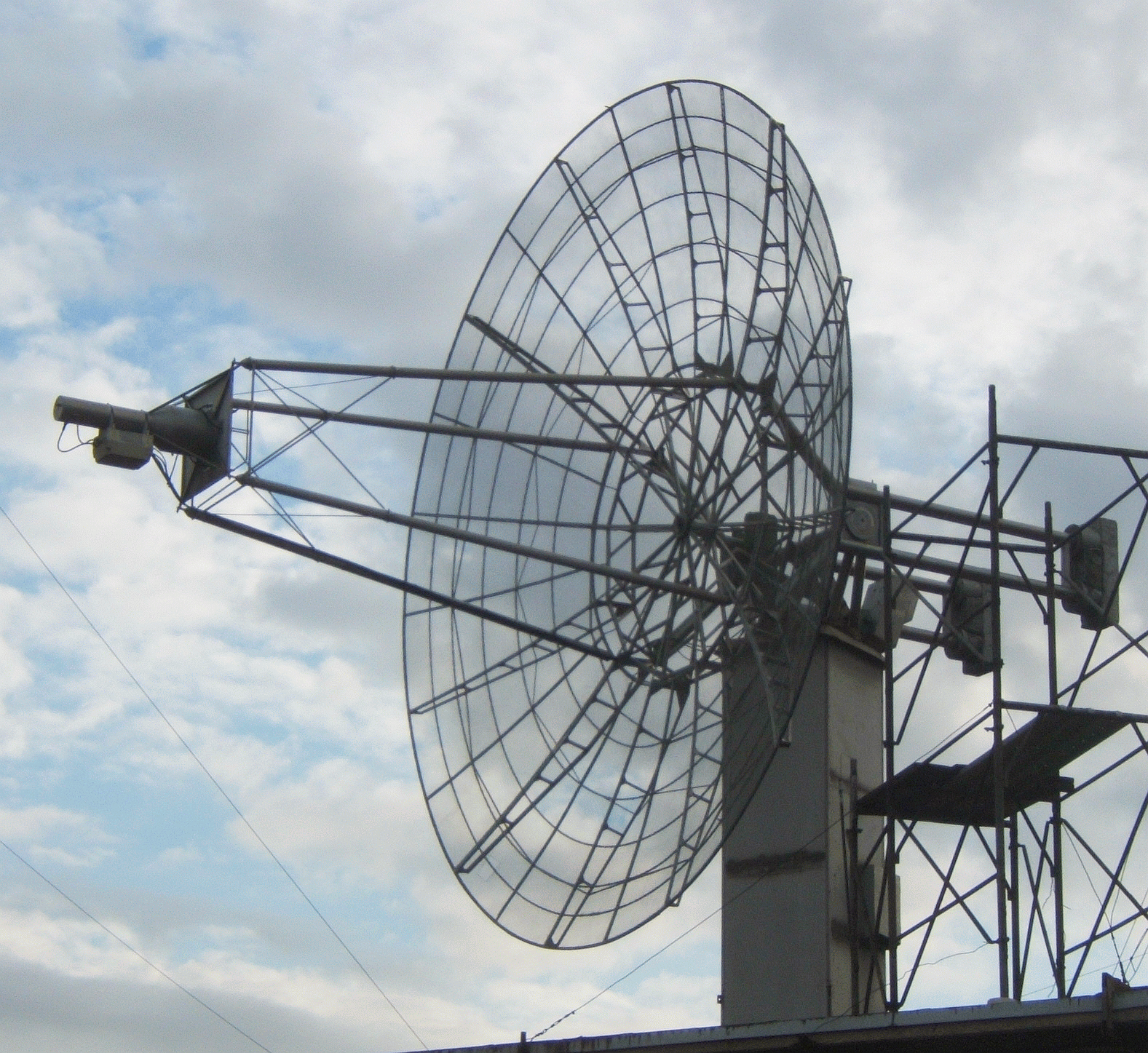
Тарелка для УВЧ EME. I2FZX, Милан, Италия
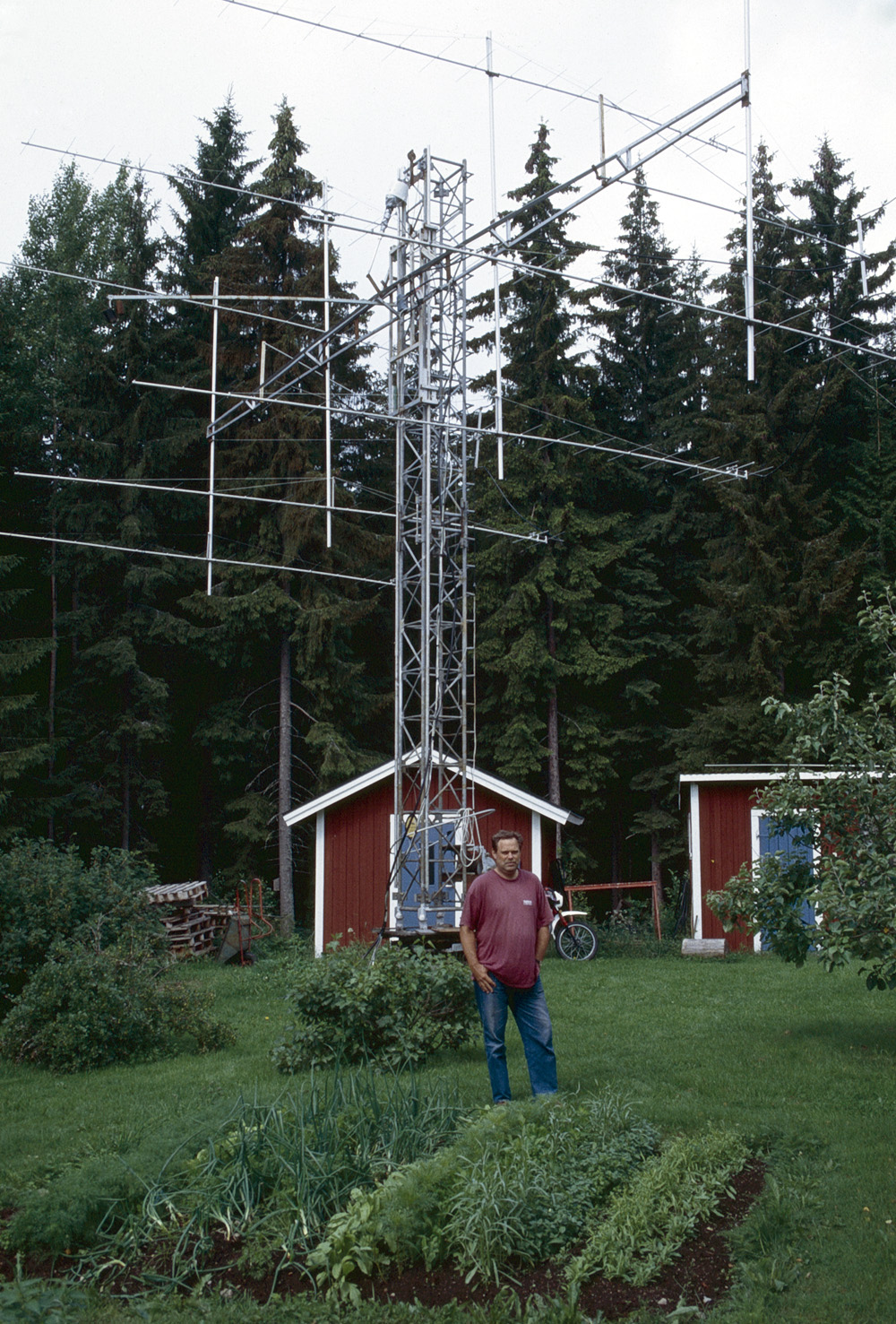
Радиолюбительская антенная решетка, используемая для связи Земля–Луна-Земля на частоте 144 МГц. Килафорс, Центральная Швеции.
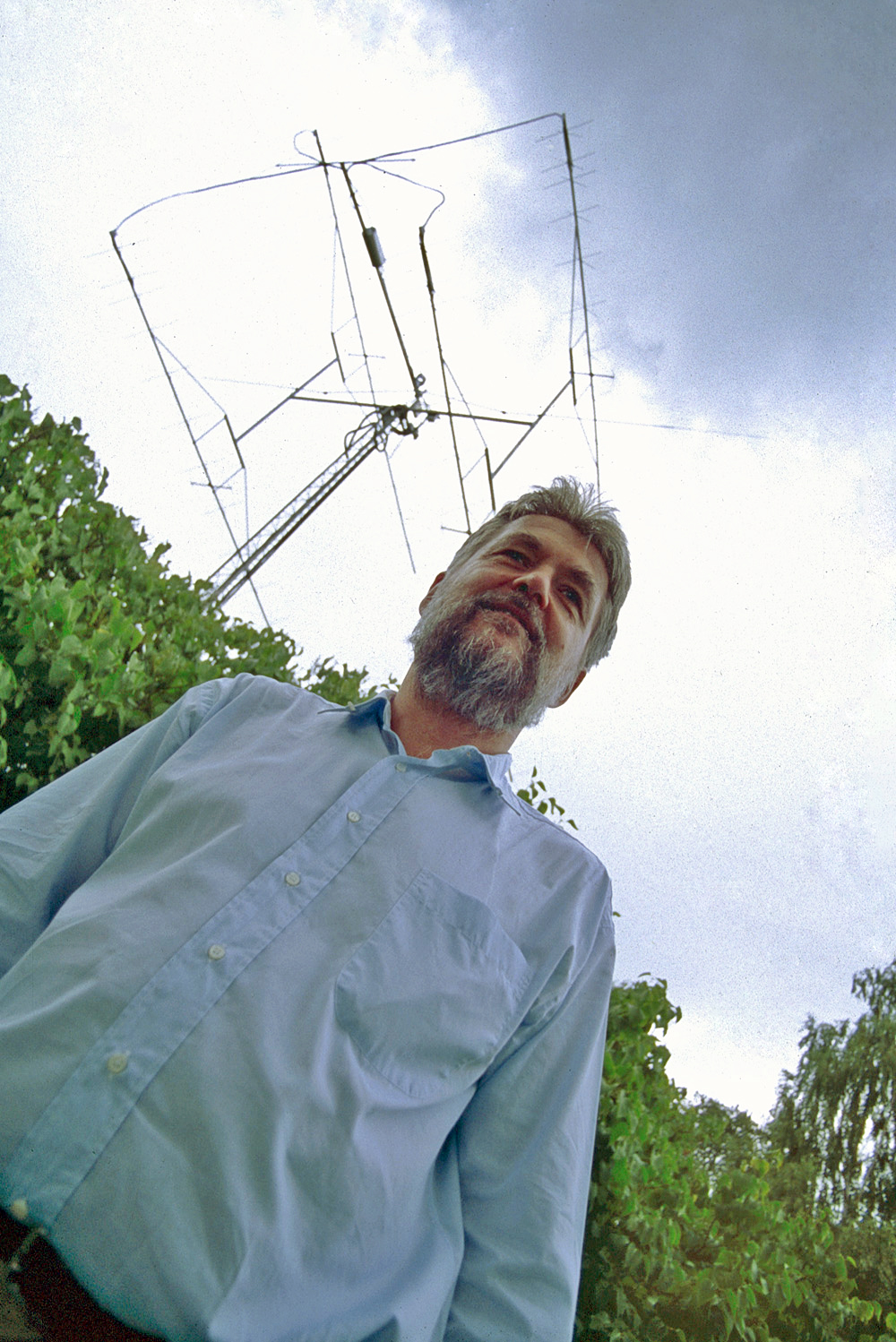
Радиолюбительская антенная решетка, используемая для связи Земля–Луна-Земля на частоте 144 МГц. Йедер, Центральная Швеция.
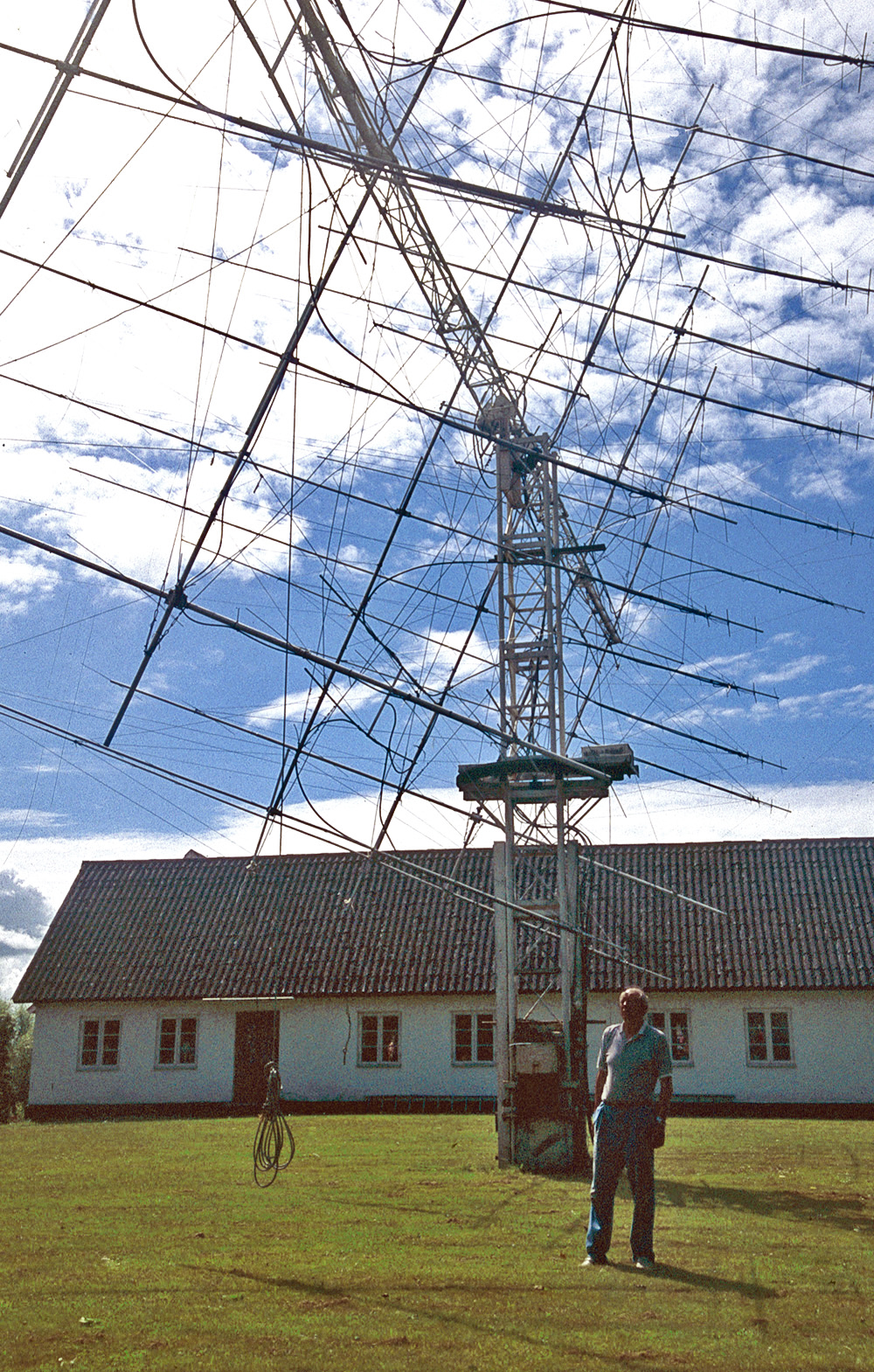
Радиолюбительская антенная для связи Земля–Луна-Земля на частоте 144 МГц. Стаффансторп, Южная Швеция.